# Hakkı Başar
Hakkı Başar (ur. 24 września 1969 w Sakarya) – turecki zapaśnik. Srebrny medalista olimpijski z Barcelony.
Walczył w stylu klasycznym, w kategorii wagowej do 90 kg. Oprócz igrzysk w 1992 startował również na igrzyskach w 1996 i 2000 roku i zajął tam odpowiednio 5. i 16. miejsce. Zdobył tytuł mistrza świata z 1995 roku. Zdobył też trzy medale mistrzostw Europy w zapasach (brązowy w 1993 i 1998 roku oraz złoty w 1997 roku). Złote medale na igrzyskach śródziemnomorskich w 1993 i 1997. Drugi w Pucharze Świata w 1997 roku.